# أندرو غريغوري (قائد عسكري)
أندرو غريغوري (بالإنجليزية: Andrew Gregory)‏ هو قائد عسكري بريطاني، ولد في 19 نوفمبر 1957.